# Saint-Mard (Charente-Maritime)
Saint-Mard is een gemeente in het Franse departement Charente-Maritime (regio Nouvelle-Aquitaine). De plaats maakt deel uit van het arrondissement Rochefort. Saint-Mard telde op 1 januari 2022 1.244 inwoners.

## Geografie
De oppervlakte van Saint-Mard bedroeg op 1 januari 2022 21,21 vierkante kilometer; de bevolkingsdichtheid was toen 58,7 inwoners per km².
De onderstaande kaart toont de ligging van Saint-Mard met de belangrijkste infrastructuur en aangrenzende gemeenten.

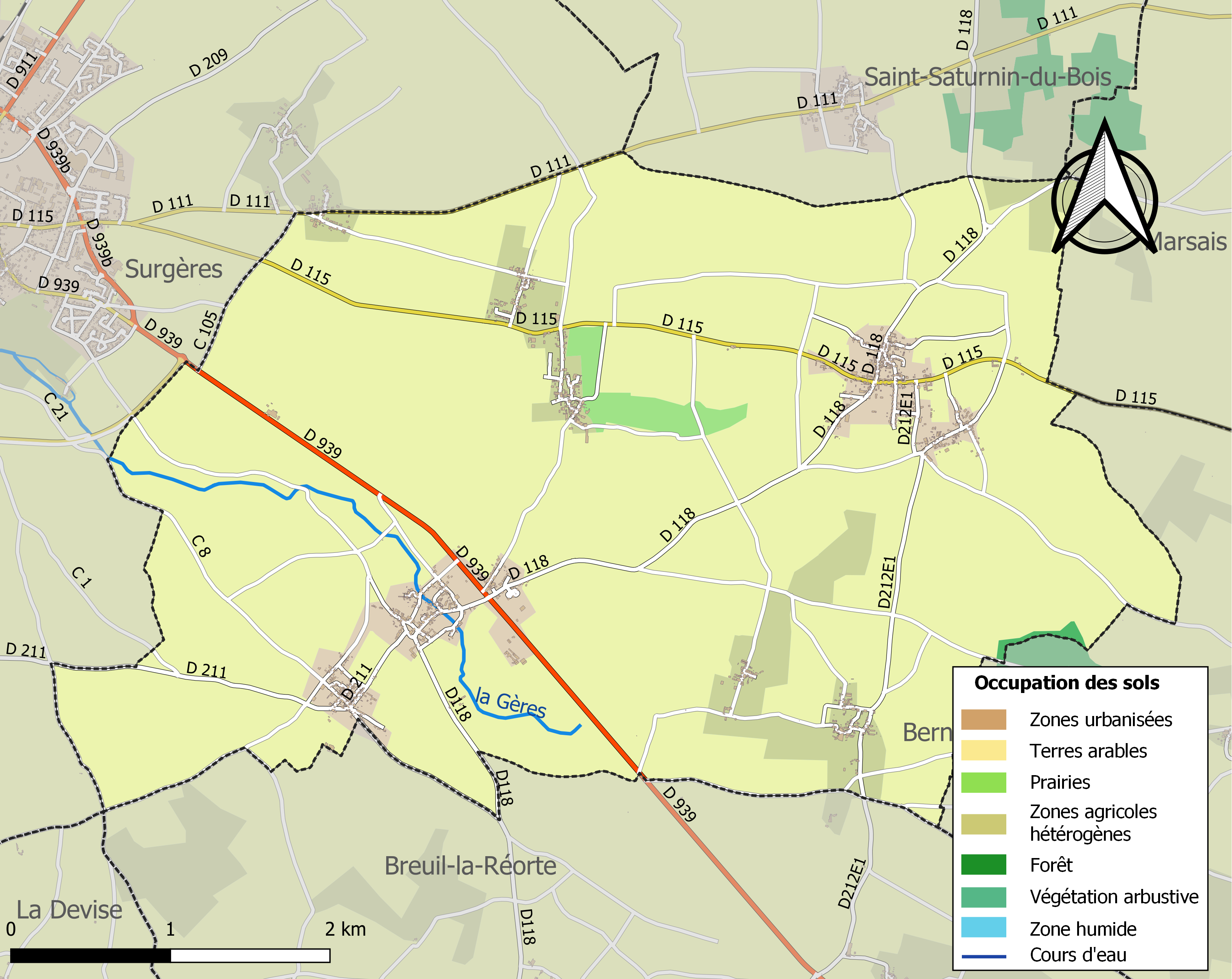

## Demografie
Onderstaande figuur toont het verloop van het inwonertal (bron: INSEE-tellingen).